# Dominick Zator
Dominick Lukasz Zator (Calgary, 18 settembre 1994) è un calciatore canadese, difensore del Korona Kielce e della nazionale canadese.

## Carriera

### Club
Zator ha giocato per cinque stagioni con i Calgary Dinos, squadra dell'Università di Calgary dal 2012 al 2016. Mentre era all'università ha giocato anche con i Calgary Foothills in USL PDL nel 2015 (10 presenze) e nel 2016 (17 presenze e due reti).
Il 21 marzo 2017 ha firmato il suo primo contratto professionistico con il Vancouver Whitecaps II. Il 9 aprile 2017 ha debuttato in prima squadra giocando l'incontro di United Soccer League vinto 3-0 contro il Tacoma Defiance. Al termine della stagione il club ha cessato le attività e Zator non si è accordato con il nuovo club affiliato dei Whitecaps, il Fresno FC.
Nel 2018 ha fatto ritorno al Calgary Foothills in PDL dove ha giocato 18 incontri e realizzato una rete, nella finale vinta 4-2 contro il Reading Utd che ha consegnato il titolo al club biancoverde.
Il 12 dicembre 2018 ha firmato per il Cavalry. Nella sua prima stagione ha giocato titolare al centro della difesa ed ha vinto sia il torneo primaverile sia quello autunnale, perdendo però la finale di Canadian Premier League contro il Forge. In Canadian Championship ha aiutato il club a raggiungere le semifinali segnando ai quarti la rete decisiva per estromettere il Vancouver Whitecaps, facendo del club rosso-verde la prima franchigia del campionato canadese ad estrometterne una di MLS. Dopo aver effettuato dei provini con Maiorca e Ross County, il 28 novembre 2019 ha prolungato il suo contratto fino al 2020. Nella sua seconda stagione ha giocato tutti e 10 gli incontri segnando una rete, ma il 26 gennaio 2021 ha rifiutato il prolungamento del contratto rimanendo svincolato.
Il 1º febbraio 2021 ha firmato un contratto biennale con lo York Utd ed il giorno successivo è stato mandato in prestito al Vasalund. Dopo sole 5 presenze è stato richiamato in Canada, dove ha trascorso le due successive stagioni da titolare al centro della difesa.
Nel dicembre 2022 è stato acquistato dal Korona Kielce con cui ha sottoscritto un contratto fino a giugno 2024. Ha fatto il suo debutto per il nuovo club il 29 gennaio 2023 contro il Legia Varsavia in Ekstraklasa. Il 15 aprile successivo ha segnato la sua prima rete polacca, contro il Jagiellonia.

### Nazionale
Nato in Canada da genitori di origine polacca, nel novembre 2019 ha ricevuto la prima convocazione con la nazionale canadese in vista di un incontro di CONCACAF Nations League contro gli Stati Uniti.
Nel giugno 2023, dopo essere frequentemente apparso fra i convocati nel corso della prima parte dell'anno, è stato incluso nei 23 convocati per la CONCACAF Gold Cup 2023. Il 27 dello stesso mese esordisce in nazionale (oltreché nella competizione) nel pareggio per 2-2 contro la Guadalupa.

## Statistiche

### Presenze e reti nei club
Statistiche aggiornate al 27 giugno 2023.
| Stagione                 | Squadra                  | Campionato               | Campionato | Campionato | Coppe nazionali | Coppe nazionali | Coppe nazionali | Coppe continentali | Coppe continentali | Coppe continentali | Altre coppe | Altre coppe | Altre coppe | Totale | Totale |
| Stagione                 | Squadra                  | Comp                     | Pres       | Reti       | Comp            | Pres            | Reti            | Comp               | Pres               | Reti               | Comp        | Pres        | Reti        | Pres   | Reti   |
| ------------------------ | ------------------------ | ------------------------ | ---------- | ---------- | --------------- | --------------- | --------------- | ------------------ | ------------------ | ------------------ | ----------- | ----------- | ----------- | ------ | ------ |
| 2015                     | Calgary Foothills        | PDL                      | 10         | 0          |                 | -               | -               |                    | -                  | -                  |             | -           | -           | 10     | 0      |
| 2016                     | Calgary Foothills        | PDL                      | 12+5       | 1+1        |                 | -               | -               |                    | -                  | -                  |             | -           | -           | 17     | 2      |
| 2017                     | Vancouver Whitecaps II   | USL                      | 8          | 0          |                 | -               | -               |                    | -                  | -                  |             | -           | -           | 8      | 0      |
| 2018                     | Calgary Foothills        | PDL                      | 14+4       | 0+1        |                 | -               | -               |                    | -                  | -                  |             | -           | -           | 18     | 1      |
| Totale Calgary Foothills | Totale Calgary Foothills | Totale Calgary Foothills | 45         | 3          |                 | -               | -               |                    | -                  | -                  |             | -           | -           | 45     | 3      |
| 2019                     | Cavalry                  | CPL                      | 29         | 1          | CC              | 8               | 2               |                    | -                  | -                  |             | -           | -           | 37     | 3      |
| 2020                     | Cavalry                  | CPL                      | 10         | 1          | CC              | 0               | 0               |                    | -                  | -                  |             | -           | -           | 10     | 1      |
| Totale Cavalry           | Totale Cavalry           | Totale Cavalry           | 39         | 2          |                 | 8               | 2               |                    | -                  | -                  |             | -           | -           | 47     | 2      |
| feb.-mag. 2021           | Vasalund                 | A                        | 5          | 0          | CS              | 0               | 0               |                    | -                  | -                  |             | -           | -           | 5      | 0      |
| 2021                     | York Utd                 | CPL                      | 25         | 1          | CC              | 2               | 0               |                    | -                  | -                  |             | -           | -           | 27     | 1      |
| 2022                     | York Utd                 | CPL                      | 28         | 1          | CC              | 3               | 0               |                    | -                  | -                  |             | -           | -           | 31     | 1      |
| Totale York United       | Totale York United       | Totale York United       | 53         | 2          |                 | 5               | 0               |                    | -                  | -                  |             | -           | -           | 58     | 2      |
| 2022-2023                | Korona Kielce            | EK                       | 17         | 1          | CP              | 0               | 0               |                    | -                  | -                  |             | -           | -           | 17     | 1      |
| Totale carriera          | Totale carriera          | Totale carriera          | 167        | 8          |                 | 13              | 2               |                    | -                  | -                  |             | -           | -           | 180    | 10     |

### Cronologia presenze e reti in nazionale
| Cronologia completa delle presenze e delle reti in nazionale ― Canada | Cronologia completa delle presenze e delle reti in nazionale ― Canada | Cronologia completa delle presenze e delle reti in nazionale ― Canada | Cronologia completa delle presenze e delle reti in nazionale ― Canada | Cronologia completa delle presenze e delle reti in nazionale ― Canada | Cronologia completa delle presenze e delle reti in nazionale ― Canada | Cronologia completa delle presenze e delle reti in nazionale ― Canada | Cronologia completa delle presenze e delle reti in nazionale ― Canada |
| Data                                                                  | Città                                                                 | In casa                                                               | Risultato                                                             | Ospiti                                                                | Competizione                                                          | Reti                                                                  | Note                                                                  |
| --------------------------------------------------------------------- | --------------------------------------------------------------------- | --------------------------------------------------------------------- | --------------------------------------------------------------------- | --------------------------------------------------------------------- | --------------------------------------------------------------------- | --------------------------------------------------------------------- | --------------------------------------------------------------------- |
| 27-6-2023                                                             | Toronto                                                               | Canada                                                                | 2 – 2                                                                 | Guadalupa                                                             | Gold Cup 2023 - 1º turno                                              | -                                                                     | 90’                                                                   |
| 4-7-2023                                                              | Toronto                                                               | Canada                                                                | 4 – 2                                                                 | Cuba                                                                  | Gold Cup 2023 - 1º turno                                              | -                                                                     | 84’ 88’                                                               |
| 6-6-2024                                                              | Rotterdam                                                             | Paesi Bassi                                                           | 4 – 0                                                                 | Canada                                                                | Amichevole                                                            | -                                                                     | 56’                                                                   |
| Totale                                                                |                                                                       | Presenze                                                              | 3                                                                     |                                                                       | Reti                                                                  | 0                                                                     |                                                                       |

## Palmarès

### Club

#### Competizioni nazionali
- PDL Championship: 1

Calgary Foothills: 2018